# B.F.
B.F. S.p.A. (già B.F. Holding S.p.A.) è una holding di partecipazione attiva nella filiera agroindustriale italiana, che dal 23 giugno 2017 è quotata alla Borsa Italiana dove è presente nell'indice FTSE Italia Mid Cap.

## Storia
La società è stata costituita il 30 maggio 2014 con sede sociale a Milano come B.F. Holding, un veicolo costituita da investitori privati per acquisire Bonifiche Ferraresi, la più grande azienda agricola italiana attiva nella coltivazione e commercializzazione di prodotti agricoli, con lo scopo di creare un polo agroindustriale europeo di eccellenza.
Nel giugno 2014, con la leadership di Federico Vecchioni, ex presidente di Confagricoltura, nel ruolo di amministratore delegato, acquisì il 78,3% di Bonifiche Ferraresi, diventandone l'azionista unico, dal 14 novembre 2017, al termine dell'OPAS, dopo aver trasferito la sede sociale a Jolanda di Savoia ed assunto la denominazione attuale.
A novembre 2017 rileva il 41,19% del capitale sociale di Sis – Società Italiana Sementi dai soci Consorzio Agrario dell’Emilia, Consorzio Agrario del Nordest, Consorzio Agrario dell’Adriatico, Consorzio Agrario del Centro Sud e Flaminia S.r.l. (in liquidazione).

## Attività
B.F. S.p.A. è attiva in tutti i comparti della filiera agroindustriale italiana: dalla produzione di prodotti agricoli italiani, alla loro commercializzazione, anche in partnership con le più importanti catene della grande distribuzione organizzata. La società è anche presente nel mercato dei servizi a favore degli operatori agricoli con l’obiettivo di produrre prodotti di maggior qualità alimentare.

## OPAS su Bonifiche Ferraresi
L'OPAS lanciata dall'allora BF Holding nel 2017 su Bonifiche Ferraresi prevedeva due alternative: un corrispettivo unitario pari a 10 azioni di BF Holding di nuova emissione e pagamento in denaro pari a 1,05 euro, oppure 9,5 azioni BF Holding  con il pagamento di 2,25 euro.

## Capitale sociale
Il capitale sociale è pari a euro 104.295.189 suddiviso in 104.295.189 azioni ordinarie prive dell’indicazione del valore nominale.
A luglio 2018 è stato approvato dall'assemblea dei soci un aumento di capitale da 150 milioni di euro non ancora sottoscritto.

## Azionariato
- Arum - 20,126[5]
- Fondazione Cassa di Risparmio delle Provincie Lombarde - 11,291%
- Dompé Holdings Group - 20,040%
- Istituto di Servizi per il Mercato Agricolo Alimentare - 6,041%
- Eni Natural Energies - 5,315%
- Ente Nazionale di Previdenza per gli Addetti e per gli Impiegati in Agricoltura - 3,233%,
- Cassa Nazionale di Previdenza ed Assistenza per gli Ingegneri ed Architetti - 3,145%,
- Intesa Sanpaolo - 3,315%,